# Jernej Francelj
Jernej Francelj, je slovenski srednješolski profesor ter narodni buditelj in gospodarstvenik, * 19. avgust 1821, Čadramska vas, † 16. junij 1889, Varaždin.

## Življenje in delo
Rodil se je očetu Simonu in materi Mariji. Ljudsko šolo je obiskoval v Poljčanah, Celju in Mariboru, šest razredov gimnazije je dokončal v Karlovcu, licej v Gradcu (1845). Leta 1845 je stopil v celovško bogoslovje ampak ga je zapustil tik pred posvetitvijo ter se leta 1849 vpisal v Praški Amerlingov reformatorni zavod »Budeč«. Na univerzi je študiral slovanske jezike, prirodoslovje in kemijo. Po končanem študiju je na celjski gimnaziji poučeval slovenščino (1850-1852) ter tam ustanovil slovensko dijaško knjižnico. Jeseni 1852 je odšel na Dunaj študirat zgodovino, zemljepis in staroslovanščino. Od leta 1856 je služboval na realki (pozneje na gimnaziji) v Varaždinu.
Za slovansko idejo ga je navdušil R. Razlag v Gradcu. Leta 1848 se je udeleževal narodnega gibanja v Celovcu in doma ter pisal članke v dveh praških listih Union in Slavenski jug. Na narodno-vzgojnem področju je začel delovati v Varaždinu, kjer je po zgledu Novic izdajal in urejal Pučkega prijatelja (1867-1871), s katerim je med ljudstvom budil narodno zavest ter ga učil praktičnega gospodarstva. Razen razprav praktične vsebine in šolskih vprašanjih (O važnosti realke, 1856; O potrebi šol. vrta, 1871) je prav tako spisal kratko zgodovino hrvaškega naroda in sestavil Tumač zakonskih členov o izbornom redu za sabor (Varaždin 1871) ter poljudno gospodarsko knjigo Seljak.